# Christian Fröberg
Christian August Fröberg (i riksdagen kallad Fröberg i Härnösand), född 16 mars 1835 i Ytterlännäs socken, Västernorrlands län, död 26 januari 1907 i Härnösand, var en svensk borgmästare och riksdagsledamot. Han var far till Carl Fröberg.
Fröberg blev student vid Uppsala universitet 1854 samt avlade kameralexamen 1855 och hovrättsexamen 1856. Han blev extra ordinarie notarie i Svea hovrätt 1857, konstituerad länsnotarie i Västernorrlands län 1858, vice häradshövding 1863 och var borgmästare i Härnösands stad 1868–1907. 
Fröberg var ledamot av Västernorrlands läns hushållningssällskaps förvaltningsutskott 1866–1871, ledamot i direktionen för hospitalet i Härnösand från 1869 och i direktionen för lasarettet där 1871–1890, ordförande i styrelsen för Hernösands enskilda bank 1870–1878 och 1880–1886, ordförande i styrelsen för Härnösands sparbank i flera år, ordförande i styrelsen för sjunde distriktets dövstumskola i Härnösand från 1890 samt kommunalordförande och ordförande i landstinget.
Fröberg var ledamot av riksdagens andra kammare för Härnösands, Umeå, Luleå och Piteå valkrets 1873–1875 samt i första kammaren 1877–1879 och 1881–1905, invald i Västernorrlands läns valkrets.